# Cofradías medievales de Ademuz

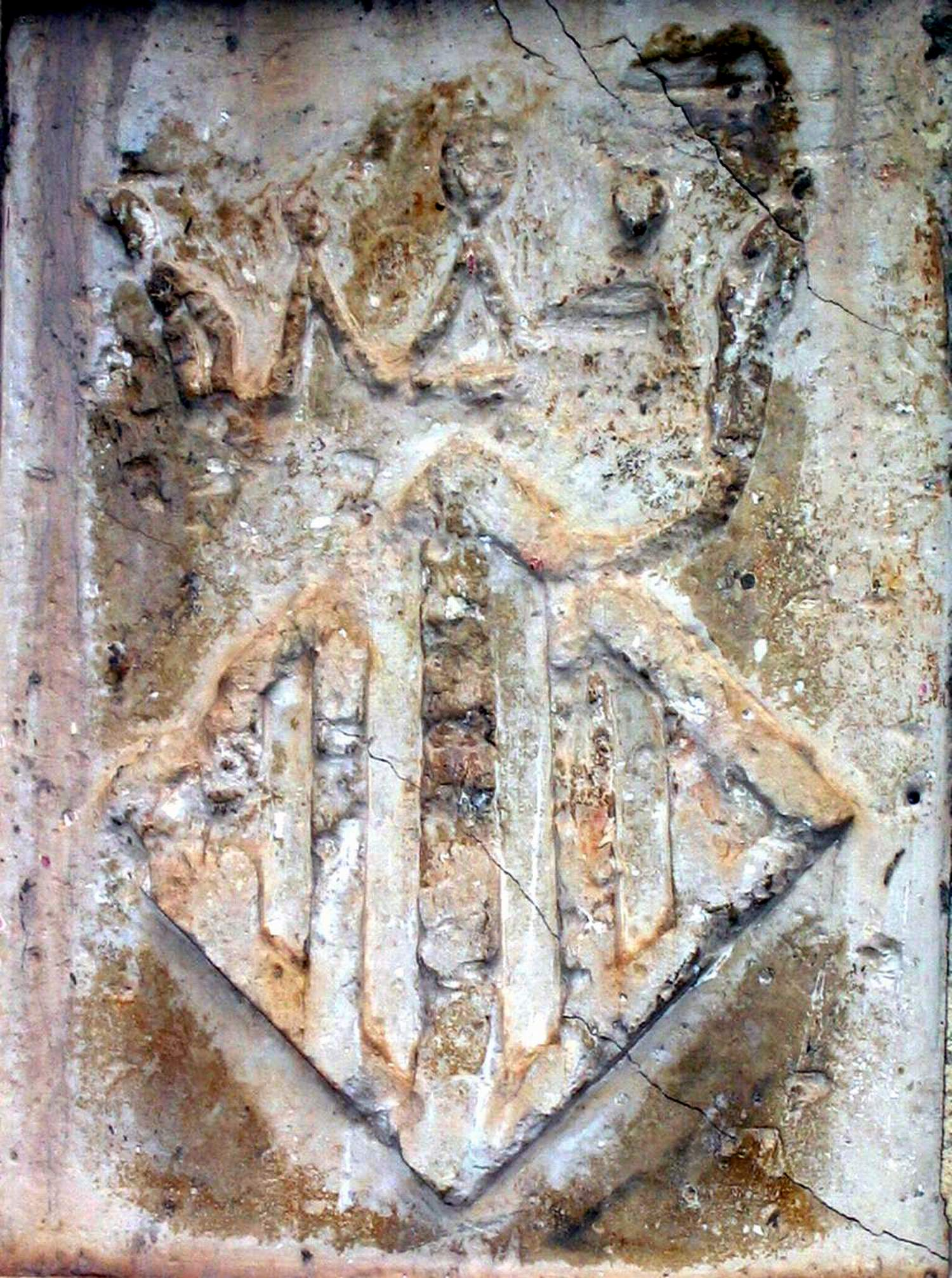
Detalle del escudo de la Villa en Ademuz (Valencia).

Las cofradías medievales de Ademuz -Madona Santa María y la del Bienaventurado Señor San Pedro Apóstol- fueron dos hermandades o asociaciones de pobres existentes en el término de Ademuz, (Rincón de Ademuz, Comunidad Valenciana, España).

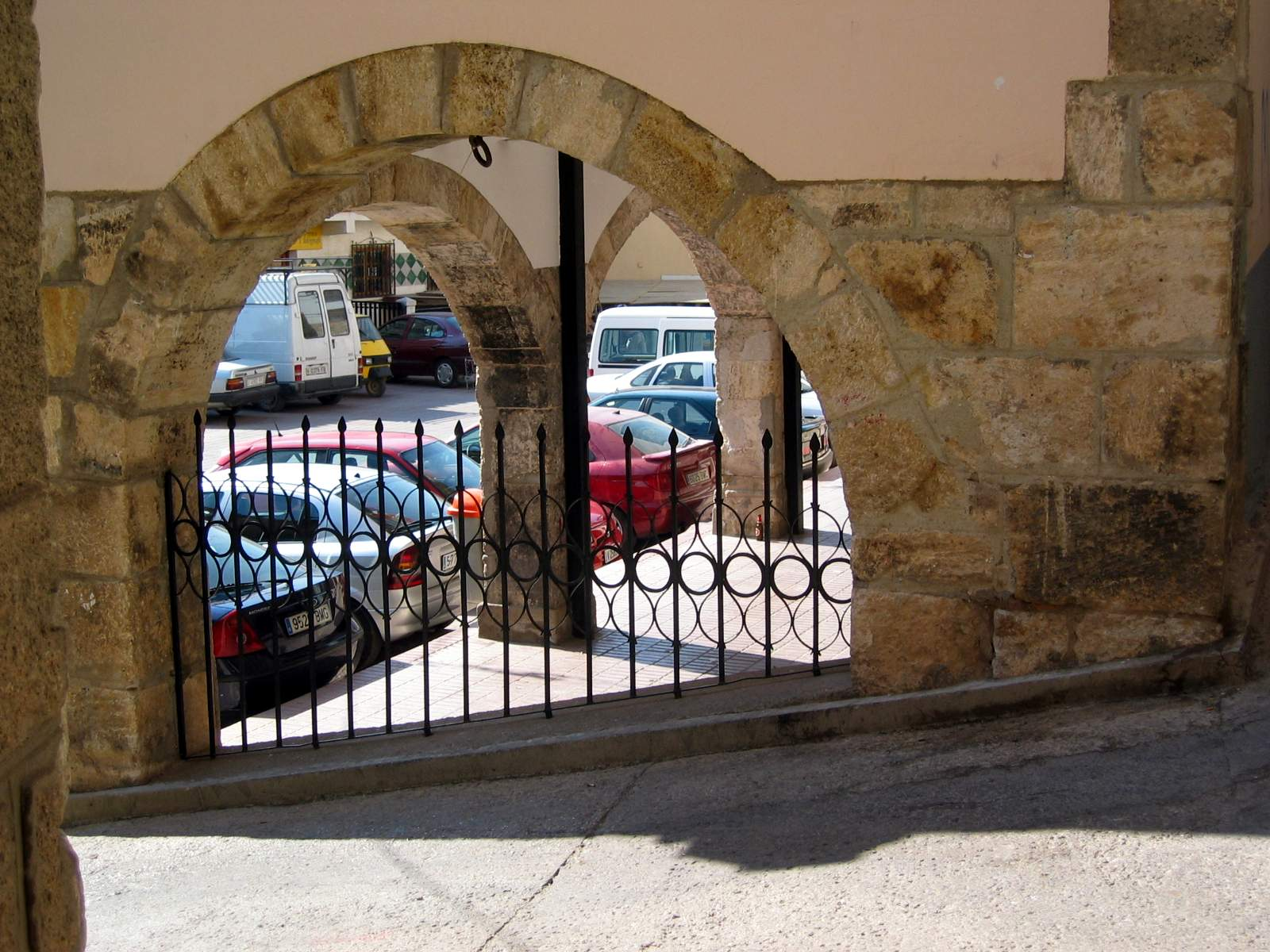
Detalle de arcadas renacentistas en la «Lonja del Ayuntamiento» en Ademuz (Valencia).

Eran asociaciones cristianas de devotos laicos con fines asistenciales «ante la enfermedad y la muerte», «en correlación con los gremios del mundo artesanal» y con las nuevas formas de entender la piedad preconizada por franciscanos, dominicos y agustinos, órdenes religiosas que aparecieron en la Europa bajomedieval a partir del siglo XII. Su fundación se documenta a finales del siglo XIV (1393), aunque su origen es anterior, pudiendo haber existido algunas más.

## Las cofradías de Santa María y San Pedro
Los capítulos de las cofradías de Santa María y de San Pedro de Ademuz fueron aprobados y confirmados en la ciudad de Valencia el día 20 de marzo de 1393, por el rey Juan I de Aragón (1387-1396), el penúltimo de los monarcas de la dinastía aragonesa.-  En realidad, más que de una fundación se trata de una reinstauración de dos de las antiguas cofradías existententes antes de las guerras con Castilla (Guerra de los Dos Pedros, 1356-1369), cuyos estatutos fueron destruidos o desaparecieron durante la contienda: el documento fundacional deja a entender que eran varias las existentes antes de la guerra con Castilla, si bien solo se reinstauran la de «Santa María» y la de «San Pedro».-
La real aprobación de las compañías de Ademuz se produjo ocho días después que las cofradías de Castielfabib, la otra villa histórica de la comarca del Rincón de Ademuz. Castielfabib solicitó también la fundación de dos congregaciones, en este caso bajo los títulos de Santa María y San Guillermo, santo este patrón de la villa y que contaba con gran devoción. El mismo monarca aprobaba los capítulos de las dos compañías castieleras el 12 de mayo de 1393. El articulado y contenido estatutario de las hermandades de ambas villas es prácticamente idéntico. Hasta tal punto es así que podría afirmarse «que se trata de un protocolo establecido, donde los solicitantes sólo tienen que poner los nombres de sus respectivas villas y poco más».

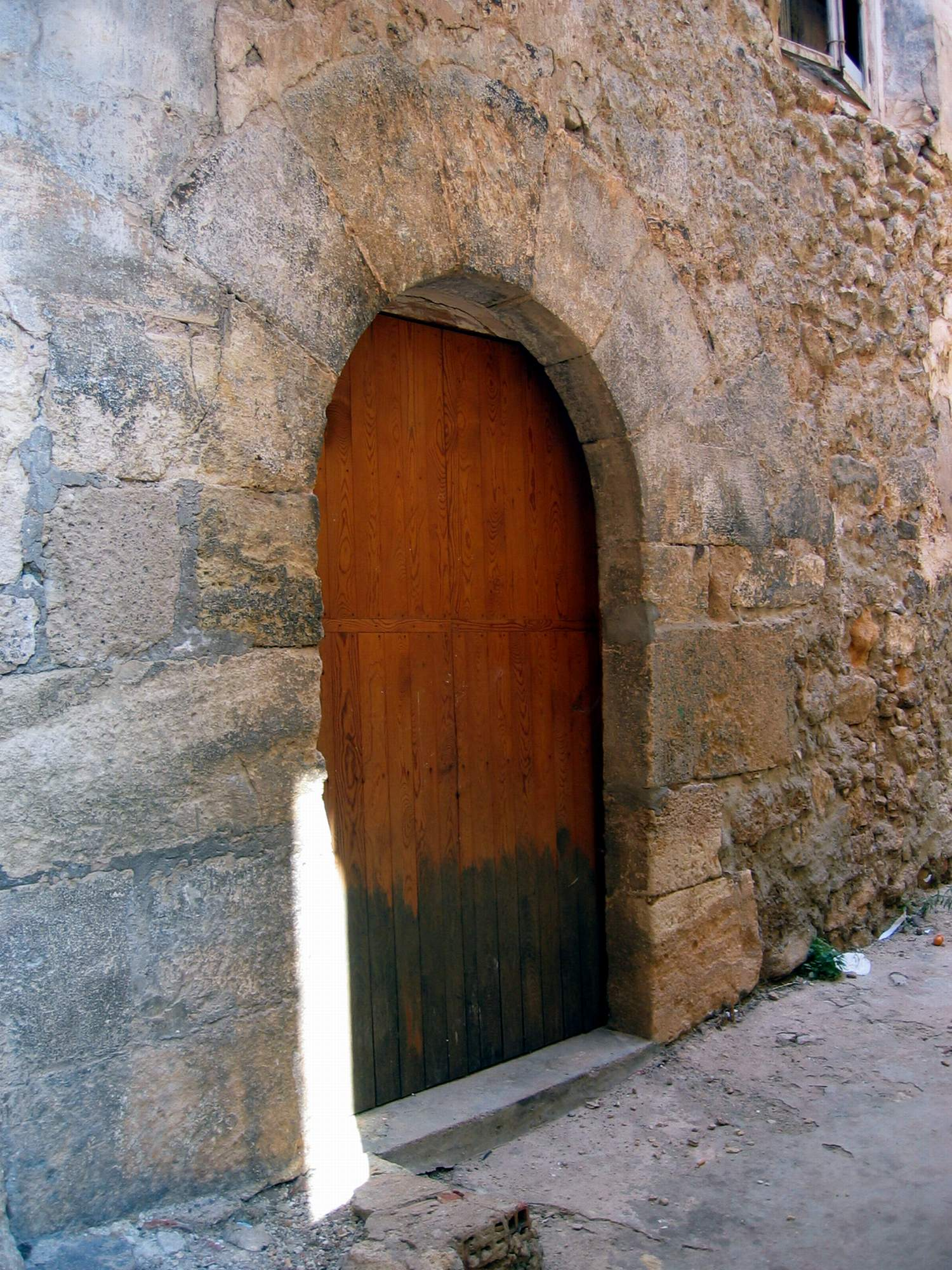
Detalle de arco de medio punto adovelado en Ademuz (Valencia).

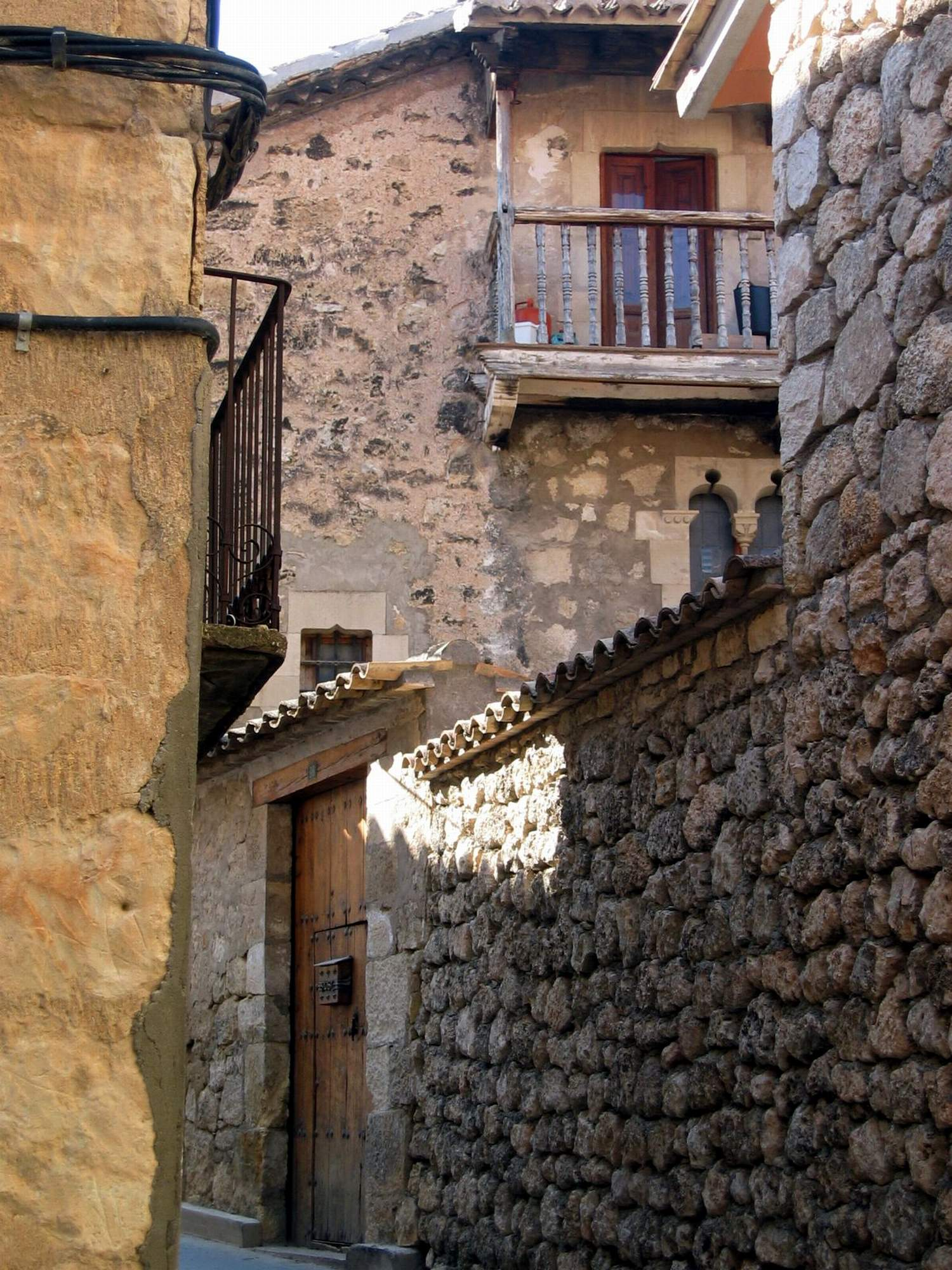
Detalle de arquitectura tradicional (vernacular) en Ademuz (Valencia).

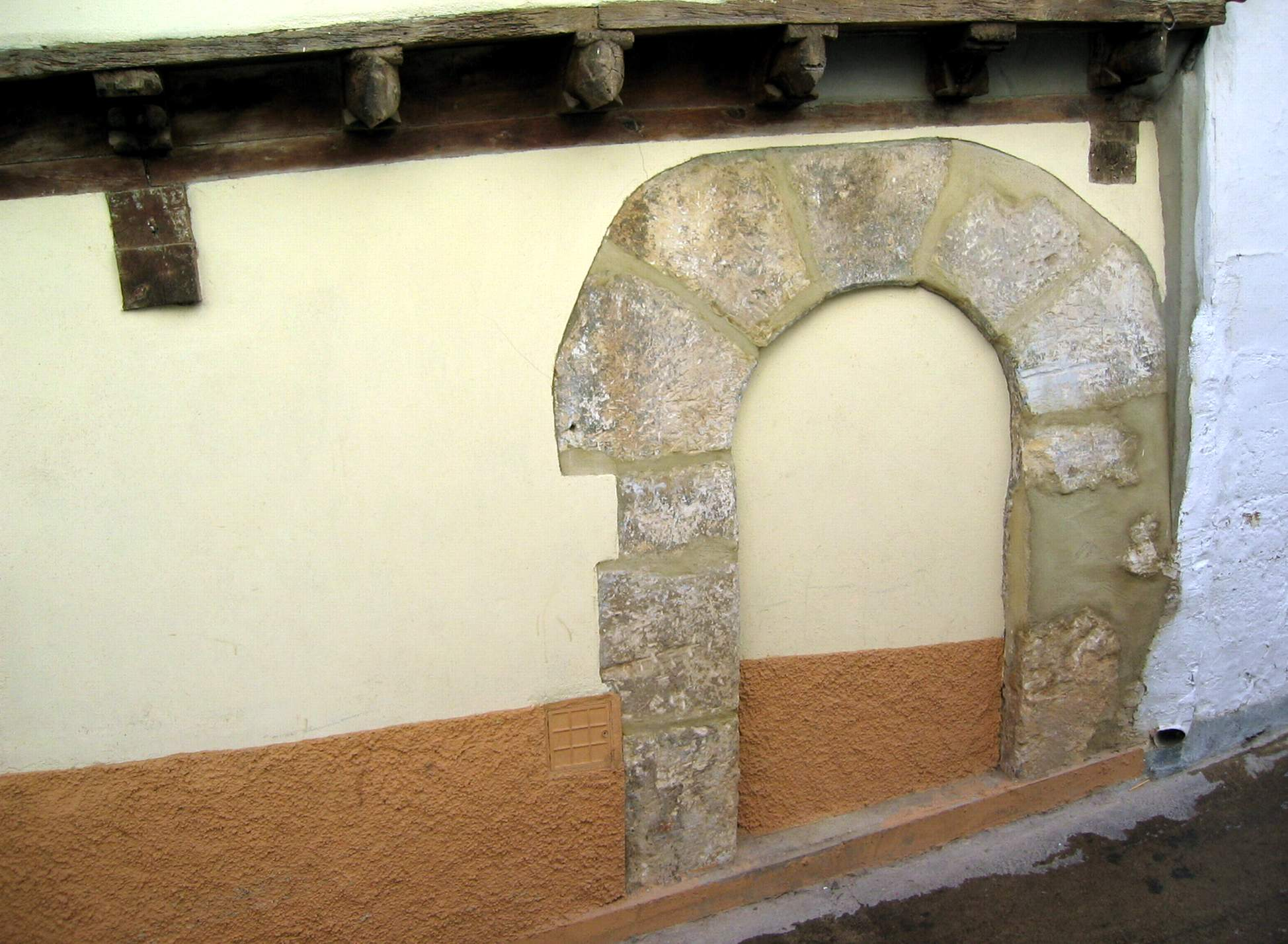
Detalle de arquitectura tradicional (vernacular) en Ademuz (Valencia).

La evolución posterior de las dos cofradías ademuceras pioneras fue diversa. La «Cofradía de San Pedro», a pesar de contar con gran devoción por ser el patrón de la villa, parece que se extinguió en la Edad Moderna. En cambio, la «Cofradía de Santa María» tuvo una vida prolongada, contando con gran número de cofrades hasta el siglo XVIII y conviviendo con otras hermandades surgidas con posterioridad como la «Cofradía de la Virgen del Rosario» (patrona de la villa) o la «Cofradía del Santísimo».

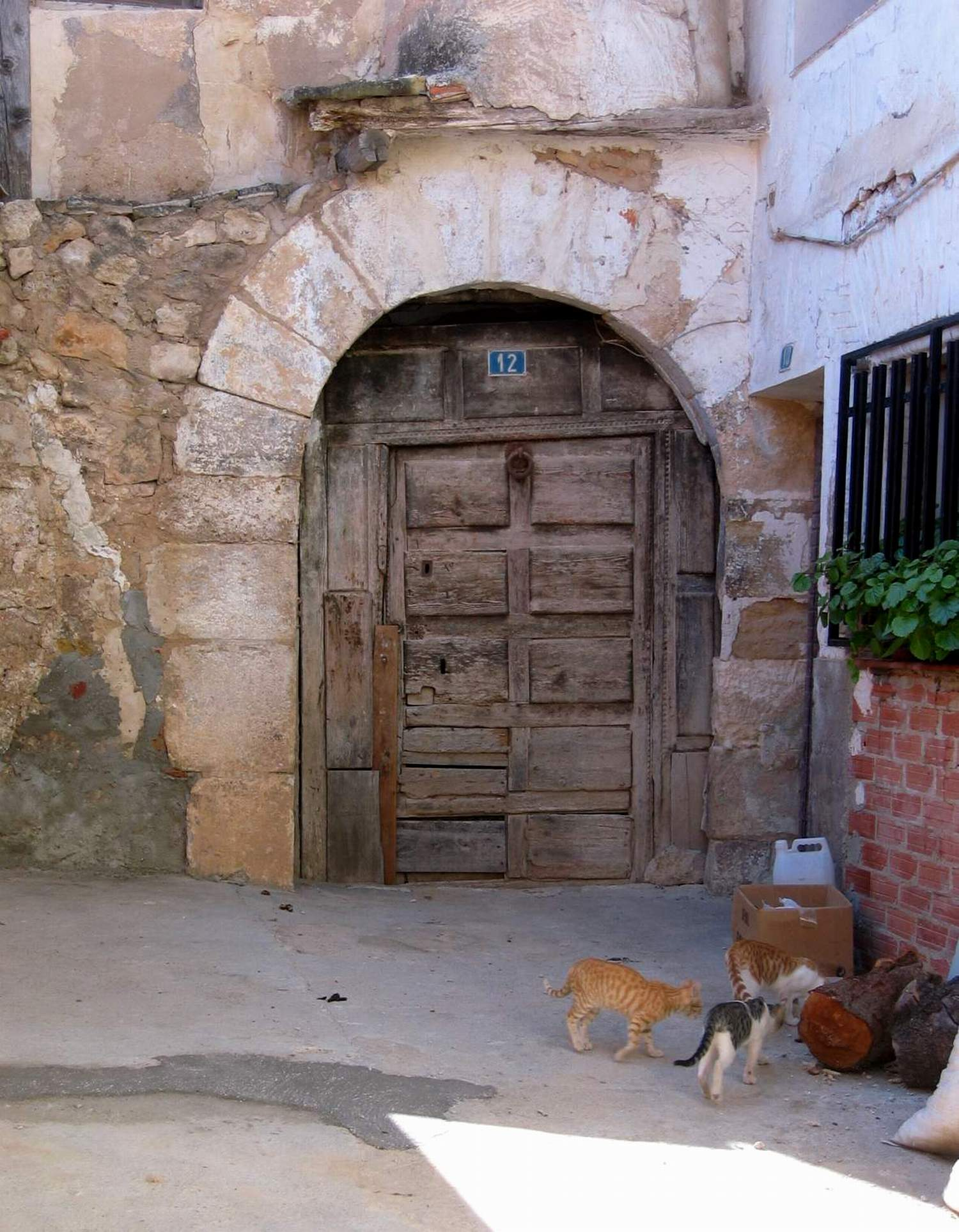
Detalle de arquitectura tradicional (vernacular) en Ademuz (Valencia).

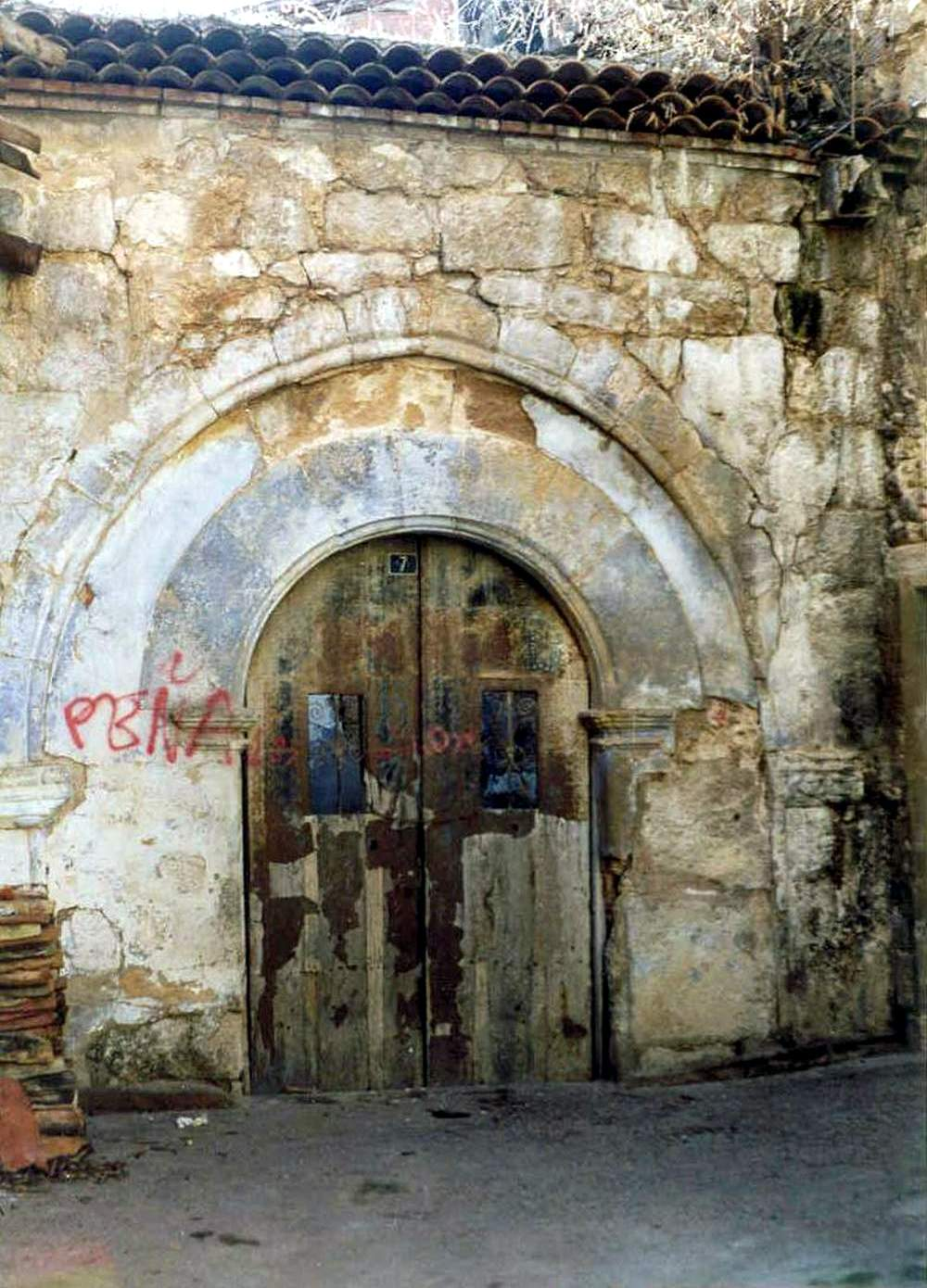
Vista frontal de la «ermita de san Joaquín» en Ademuz (Valencia), antigua capilla del «hospital de pobres», antes de su restauración (2007)..

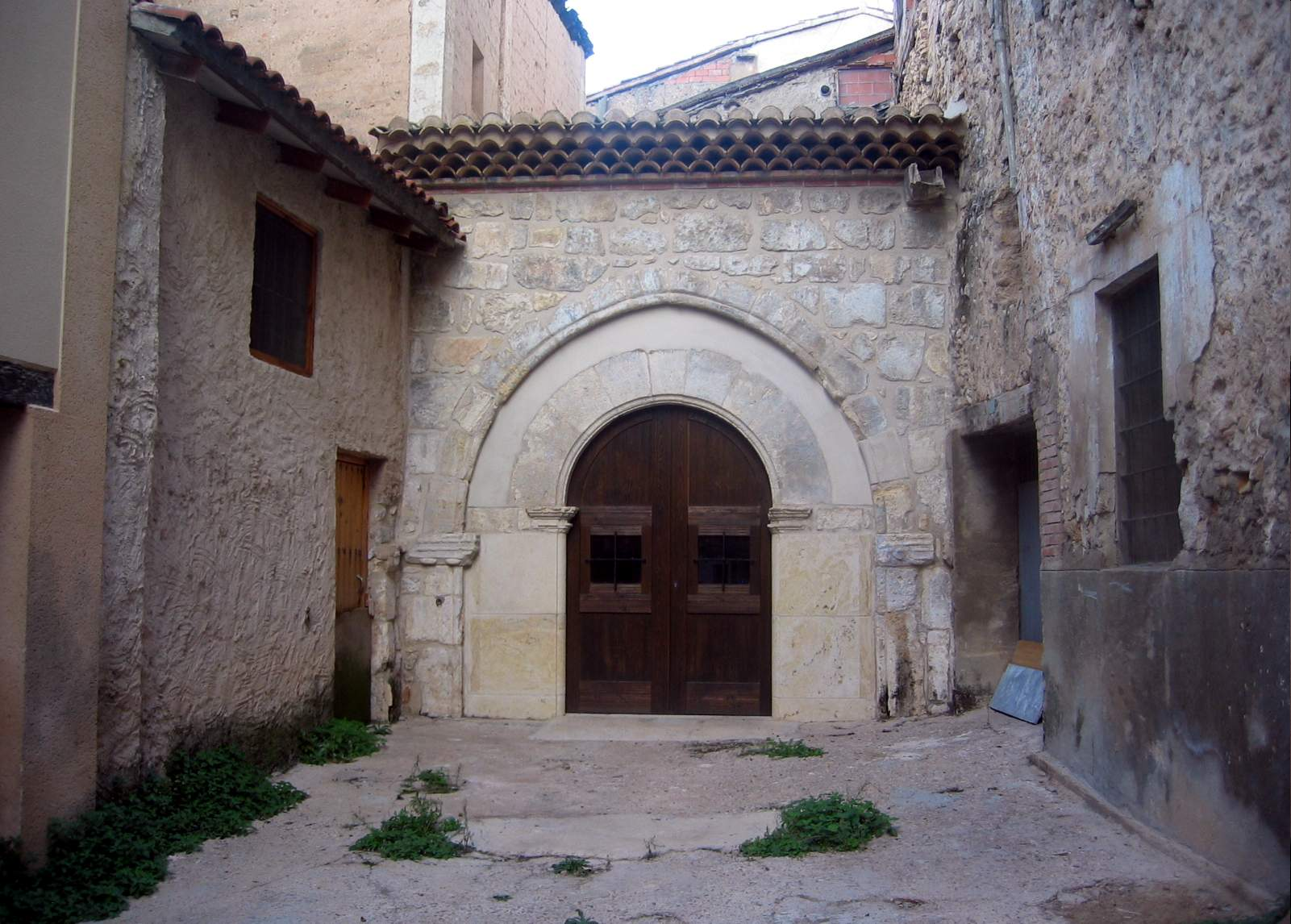
Vista frontal de la «ermita de san Joaquín» en Ademuz (Valencia), antigua capilla del «hospital de pobres», tras su restauración (2014)..

## El documento fundacional
El documento de aprobación de las cofradías de «Santa María» y de «San Pedro de Ademuz» (20 de marzo de 1393) se conserva en el Archivo de la Corona de Aragón y fue publicado en 1876 por Bofarull i de Sartorio.
El documento fundacional de 1393 se compone de una primera parte redactada en latín, en la que el monarca -Juan I de Aragón, el Cazador- expone los motivos y fines caritativos que los solicitantes muestran para la creación de su hermandad, «destacando las palabras clave: Limosna y Caridad».  El rey hace referencia a las «antiguas cofradías o asociaciones de pobres» que tenían los ademuceros, por concesión de sus predecesores en el trono, cuyos estatutos fueron destruidos durante la Guerra de los dos Pedros, habida entre su padre, Pedro IV de Aragón, y el rey castellano Pedro I el Cruel. En ese tiempo la villa de Ademuz fue «dos veces asediada y devastada» por los castellanos, «y destruidas y quemadas las concesiones y privilegios» de las antiguas hermandades.  La segunda parte, redactada en catalán, constituye la solicitud propiamente dicha, presentada por la villa de Ademuz al rey. En ella los prohombres de la villa vuelven a exponer los motivos de la reinstauración de las dos cofradías (supresión durante la Guerra de los dos Pedros) y a continuación se desarrollan los 12 capítulos, donde se pormenoriza el funcionamiento de las asociaciones.  Finalmente, en la tercera parte, redactada de nuevo en latín, el monarca confirma y aprueba los capítulos de ambas compañías, previo pago de 30 florines de oro al tesoro real, confirmando su reglamento, «en honor del Omnipotente Señor nuestro Jesucristo, de la gloriosa Santa María Virgen, su madre, y de San Pedro Apóstol».

## Capítulos y funcionamiento de las cofradías

### Régimen general, social y poblacional
La función de ambas cofradías ademuceras fue, además de la devocional, fundamentalmente asistencial: en los momentos de enfermedad y muerte de sus componentes. Los asociados debían ser necesariamente vecinos del término de Ademuz (villa, aldeas y masadas), con la única condición de que fueran «de buena fama y conversación», hasta un número máximo de ciento cincuenta hombres y ciento cincuenta mujeres por cada compañía. Todos sus miembros, «cofrades y cofradas», tenían derecho a los beneficios de la asociación, incluyendo entre los beneficiarios a sus familiares (esposos/sas e hijos), y también sus siervos. El hecho de que solo se reintauraran dos cofrafías, de las varias que parece existieron con anterioridad, puede verse en relación con una presunta disminución de la población, debido a las guerras con Castilla.

### Régimen de reunión, cargos y elección
Los miembros de las hermandades se reunían al menos una vez al año, día en el que se renovaban los cargos y se celebraba una comida. Los de la cofradía de «Santa María», presumiblemente lo hacían en la Ermita de Nuestra Señora de la Huerta, el domingo anterior a la festividad de Todos los Santos. Los de la compañía del «Señor San Pedro Apóstol» se reunían en la primitiva iglesia parroquial de San Pedro Intramuros, en las inmediaciones de la actual Ermita de Santa Bárbara del Castillo, el día de San Pedro.-
Cuando los miembros de cada cofradía se juntaban para la comida anual, «los mayordomos establecían una tarifas, para sufragar los gastos»: 

«Además de para el banquete anual, la cofrafía se reunía cuantas veces era necesario: para tratar de los asuntos que la concernían: tratar de las sanciones, firmar documentos y constituir síndicos para la defensa y delegación».
Del paisaje, alma del Rincón de Ademuz, Alfredo Sánchez Garzón

Los cargos de cada cofradía eran los habituales en este tipo de asociaciones: mayorales o mayordomos (administradores), «que gobernaban la asociación»; prohombre, vecinos nobles o importantes y próceres en general, «que aconsejaban a los mayorales»; andadores (mensajeros); y síndicos (procuradores o delegados de la asociación en cualquier litigio), «nombrados por los mayorales para la defensa y representación de los intereses de la cofradía».
La elección de cargos tenía también su protocolo, para cuyo cumplimiento se reunían solo los mayorales, «y los salientes elegían a los nuevos», que pasaban a regir la administración y contabilidad de la asociación durante el siguiente año. Asimismo, los mayorales, junto con varios prohombres de la cofradía (en número de ocho o diez) tenían potestad para convocar a la asociación con motivo de tratar de cualquier asunto que la afectase. De la misma forma, «para la remoción del articulado estatutario, los mayorales se reunína con otros tantos prohombres» para tratar del asunto, caso de cambio en el articulado de los estatutos debían solicitarlo «al Gobernador del Reino de Valencia o su Lugarteniente».

### Régimen de funcionamiento, velatorios, entierro y liturgia
Cuando algún cofrade estaba enfermo o fallecía, «si lo necesitaba, los mayordomos ordenaban que cuatro hombres fueran a velar al paciente o al difunto». Si el fallecimiento se producía fuera de la villa, pero dentro de su término municipal, «los asociados estaban obligados a ir por el cuerpo, para traerlo a la villa, velarlo y enterrarlo».
De forma obligatoria, todos los cofrades estaban obligados a acudir a los funerales, «asistiendo al sepelio con velas de colores autorizados». La falta de asistencia se sancionaba; además, «cada cofrade estaba obligado a rezar cincuenta padrenuestros y otras tantas avemarías por el alma del difunto». Asimismo, debían asistir a las dos misas de Réquiem que se celebraban al día siguiente del sepelio por el alma del fallecido. Al día siguiente de la reunión anual, las cofradías celebraban una misa de aniversario -cada una en su iglesia-, para rogar por la prosperidad del monarca y las almas de sus predecesores, así como por las de los cofrades difuntos.
Cuando fallecía un vecino que no pertenecía a la cofradía, podía ser enterrado con los mismos beneficios que cualquier cofrade si así lo había dispuesto en su testamento, lo había pedido de palabra él mismo o sus allegados; en este caso se debía abonar la correspondiente tasa a la cofradía, equivalente 10 sueldos valencianos, considerándose no obstante, «un entierro por caridad».

### Régimen de posesiones
Las cofradías tenían derecho a poseer sus propios "libros de Actas y actividades", además de« «cajas o cofres donde guardar los mencionados registros, privilegios, estatutos, pertenencias, cirios y dineros». Asimismo, poseían también "andas o cajones de muertos" para el transporte de los difuntos a la iglesia o al cementerio, «paños dorados para preparar el catafalco durante los sepelios y funerales».
El viejo cementerio de Ademuz, denominado fossar de San Pedro, se hallaba contiguo a la vieja parroquial intramuros, existiendo también el fossar de la Huerta, anejo a la ermita homónima.,

### Régimen económico y de sanciones
Para entrar en la hermandad, además de los requisitos de «buena fama y conversación», el nuevo cofrade debía abonar 5 sueldos, «y otros tantos cuando fallecía». Además, por cada cofrade la hermandad debía pagar a la Hacienda Real 12 dineros. Los familiares o albaceas de los difuntos no pertenecientes a la cofradía debían pagar 10 sueldos por la sepultura, si querían ser "enterrados por caridad". La comida anual tampoco era gratuita, había que pagar una tarifa establecida por los mayordomos. El incumplimiento de los mandatos de los mayorales, por ejemplo no acudir a velar a algún enfermo o difunto que lo necesitase, acarreaba el pago de una libra valenciana de multa. El dinero proveniente de las sanciones impuestas era invertido en cera y obras pías.
El Gobernador o su Lugarteniente que se negasen a dar su aprobación a la decisión de la cofradía de modificar sus estatutos podía ser también sancionado con 200 morabatinos, "pagaderos a los cofres del señor Rey". La aprobación de los estatutos de la cofradía tampoco era gratuita, «se pagaban 30 florines de oro a las arcas reales».  Cabe decir al respecto que durante los años finales del siglo XIV la corona otorgó estatutos a numerosas cofradías del Reino de Valencia, lo que supuso pingües ingresos para las arcas reales; ello se ha relacionado con la maltrecha economía real, las guerras contra los sardos y otros acontecimientos.-

## Galería

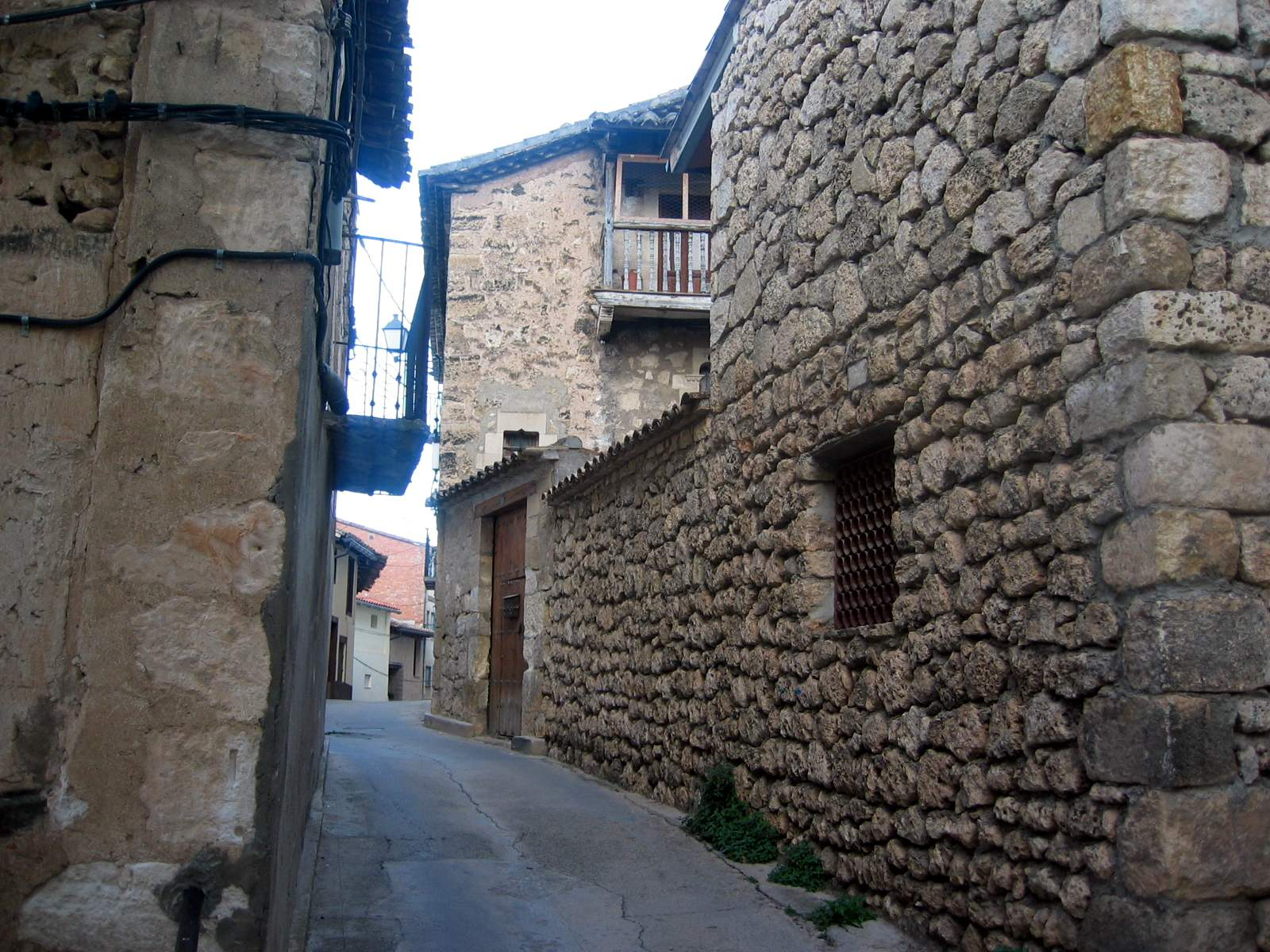
Detalle de arquitectura tradicional (vernacular) en Ademuz (Valencia).
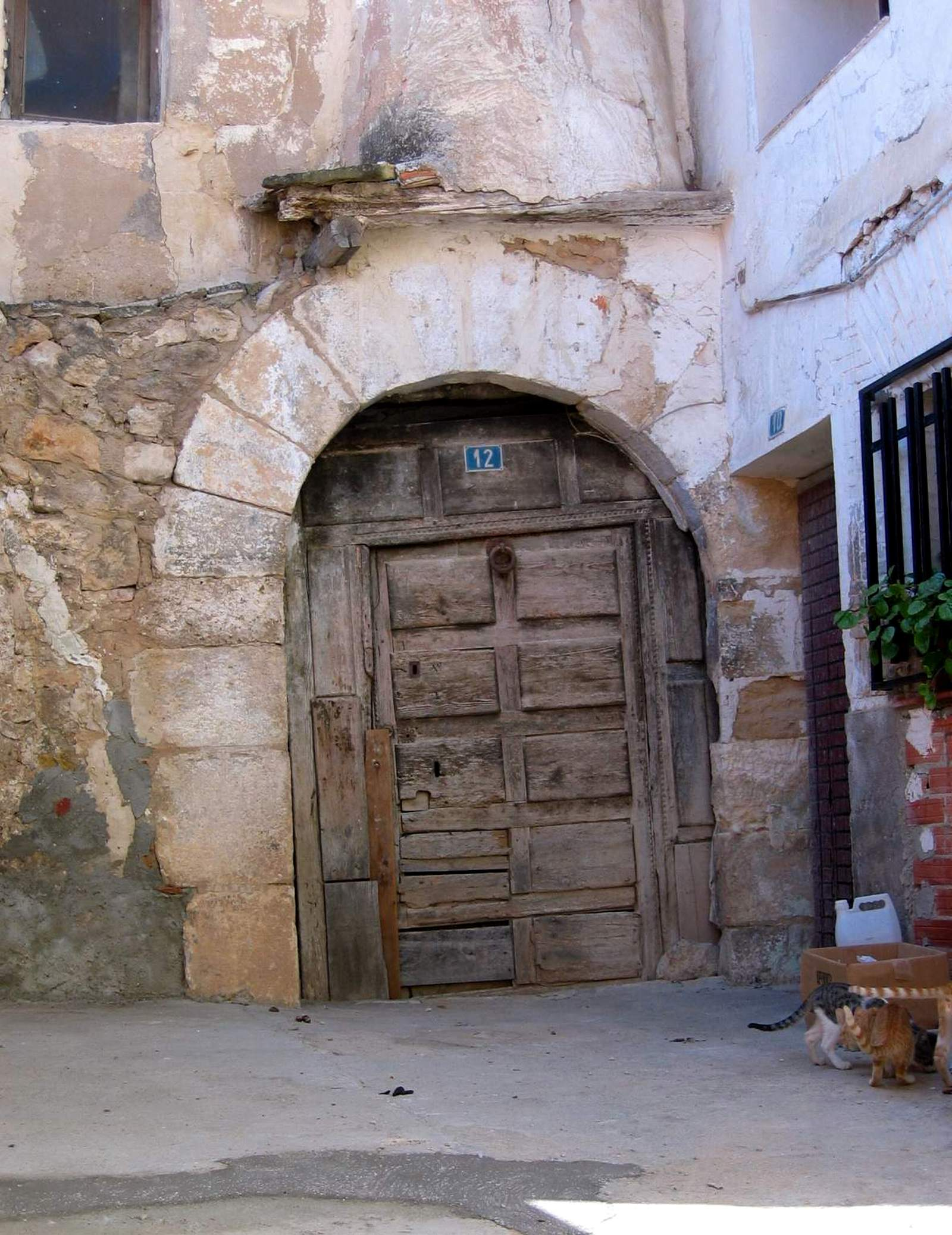
Detalle de arquitectura tradicional (vernacular) en Ademuz (Valencia).